# 英厄·哈马斯特伦
英厄·哈马斯特伦（瑞典語：Inge Hammarström，1948年1月20日—），瑞典男子冰球运动员，场上位置是前锋。他曾代表瑞典国家队参加1972年冬季奥林匹克运动会冰球比赛，获得第4名。